# Secondinus
Secondinus est un évêque de Lyon ayant été sur le siège de Lyon en 602.

## Biographie
Ce personnage n'est connu que par les listes d'évêques constituées au Moyen Âge.